# Bladöron

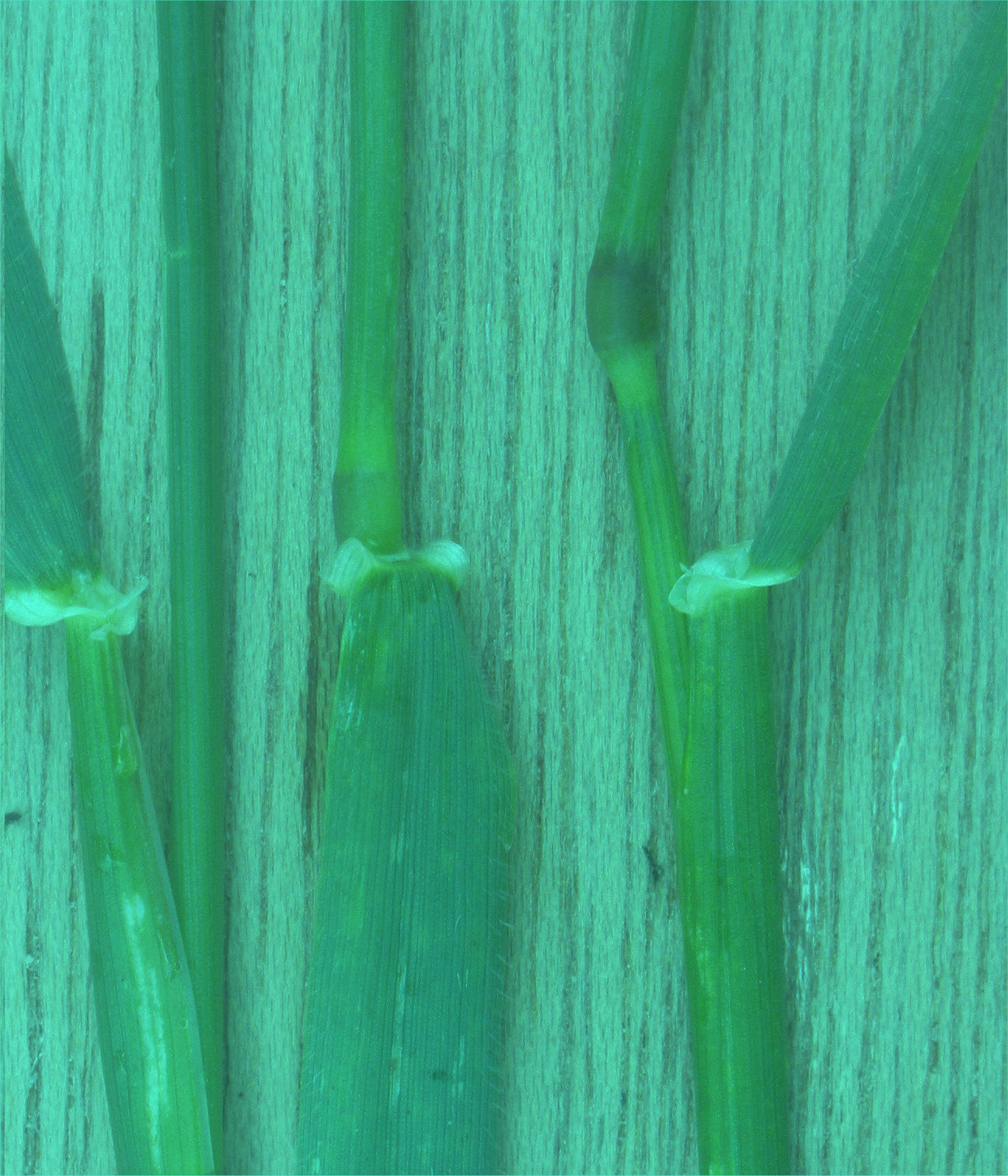
Ljusa bladöron på Hordeum murinum.

Bladöron är små utväxter där ett gräsblad ansluter till strået, alltså där bladskivan övergår i bladskidan. Inte att förväxla med snärp som går upp längs strået. Väl utvecklade bladöron är ovanliga men kan bli så stora att de omsluter strået.